# Печенежский поселковый совет
Печенежский поселковый совет — входит в состав 
Печенежского района Харьковской области
Украины.
Административный центр поселкового совета находится в 
пгт Печенеги.

## История
- 1920 — дата образования.

## Населённые пункты совета
- пгт Печенеги
- с. Кицевка
- с. Приморское
- с. Пятницкое